# Giambi (Callimaco)
I Giambi sono un'opera poetica di Callimaco.

## Contenuto
Il libro dei Giambi comprendeva 13 componimenti in metro vario e di contenuto diverso.
L'opera ci è abbastanza nota da nove frammenti papiracei, alcuni dei quali molto estesi, integrati con il papiro milanese che contiene le Diegeseis (riassunti) di Aitia e Giambi, consentendo di ricostruire sequenza e contenuto di essi.
- Nel giambo I,[2] il poeta introduce Ipponatte, che, tornato dall'Ade, convoca i dotti alessandrini; per invitarli a non litigare, racconta l'apologo della coppa di Baticle. Costui, un arcade, lasciò per testamento una coppa d'oro al figlio Anfalce perché la desse al migliore dei Sette Sapienti. La coppa, rifiutata da ognuno a vantaggio del successivo collega, girò di sapiente in sapiente finché, tornata a Talete, fu dedicata ad Apollo.
- Il giambo II, una breve favola di 17 versi racconta che una volta tutti gli animali parlavano, finché Zeus, irato per le loro critiche, diede le loro voci agli uomini, sicché, dice Callimaco, ben si comprende come certi suoi rivali abbiano voci di cane o di asino.
- Nei 39 versi del III giambo, Callimaco critica la grettezza dei suoi tempi, celebrando la parsimonia degli antichi e attaccando un certo Eutidemo, che si prostituiva per denaro.
- Nel IV giambo, di fatto un apologo come i primi due e conservato per 117 versi, Callimaco racconta la contesa tra l'alloro e l'olivo, in cui si inserì, non richiesto, il rovo a pacificarli. In tal modo, il poeta attacca l'invadenza di un certo Simo, che si era inopportunamente inserito nella contesa letteraria tra il poeta ed un rivale.
- Il V è un altro attacco satirico come il III Giambo, questa volta con un certo Apollonio, un maestro pederasta.[3]
- Il VI giambo è freddamente descrittivo e ne restano 62 versi malconci: dalle Diegeseis si ricostruisce che il poeta, ad un amico che andava ad Olimpia, descriveva la celebre statua crisoelefantina di Zeus opera di Fidia.
- Con il VII giambo, Callimaco riprende, in metro e contesto diverso, la poesia eziologica, descrivendo le origini del culto di Ermes Perferéo ad Ainos, in Tracia.[4]
- L'VIII giambo è un epinicio in trimetri per l'amico Policle di Egina, vincitore della gara "delle anfore" (Idroforie), di cui Callimaco racconta l'origine, legandola al mito degli Argonauti.[5]
- Il poeta, nel giambo IX, dialogava con un'erma barbuta di Ermes con il fallo eretto, a cui chiedeva le ragioni del perché sia scolpita così.[6]
- Con il X giambo Callimaco ritornava alla poesia eziologica, svolgendo un aition sul sacrificio di maiali ad Afrodite Castnia, venerata ad Aspendo in Panfilia.[7]
- Doveva essere interessante anche il giambo XI, spiegazione di un proverbio siciliano, probabilmente desunta da Timeo di Tauromenio.[5]
- Poema genetliaco per la figlia dell'amico Leonte, nel giambo XII Callimaco spiega come Apollo, alla festa per la nascita della dea Ebe, le portò in regalo la musica e la poesia.[8]
- Ancora, nel notevolissimo XIII giambo, componimento di polemica letteraria, Callimaco critica coloro che gli rinfacciano la sua varietà di generi.[9]
- In endecasillabi faleci, nel giambo XIV Callimaco utilizzava l'apologo delle donne di Lemno, che uccisero i loro uomini, come invito alla moderazione per i bei ragazzi.[5]
- Ancora di tipo "innologico" doveva essere il giambo XV, canto di preghiera ai Dioscuri ed Elena in occasione di una pannychìs, una celebrazione notturna.[10]
- Il giambo XVI è intitolato Apoteosi di Arsinoe: Callimaco vi celebra Arsinoe II, sorella e moglie di Tolomeo II Filadelfo.[11]
- Infine, a chiudere la raccolta, il Branco, racconto eziologico sull'amore di Apollo per Branco, da cui discende la stirpe dei veggenti Branchidi di Mileto.[12]

## Analisi critica
Callimaco riunì e pubblicò i componimenti dopo gli Aitia, quindi probabilmente dopo aver composto la Chioma di Berenice a chiusura del poema eziologico (245 a.C.). Lo stesso autore annunciava, infatti, al termine degli Aitia:
io, invece, passo al pascolo pedestre delle Muse.»
((fr. 112 Pf.))
In quest'ultimo distico, con pascolo pedestre il poeta indicava un genere poetico meno elevato, appunto i Giambi, come appare dal confronto con Orazio, che in Sat. II 6, 17, chiama Musa pedestris la satira.
La "giambicità" di questi componimenti è relativa, basata più che altro sulla metrica, dato che molti dei poemetti sono in trimetri o in sistemi epodici di derivazione archilochea o ipponattea. Tuttavia, l'elemento aggressivo e polemico non manca, evidenziato dallo stesso poeta, che pone Ipponatte all'inizio della raccolta, indicandolo implicitamente come suo modello e più volte ne riecheggia la lingua e lo stile; da Archiloco, invece, Callimaco riprende le movenze dell'apologo o della favola come esempio da indicare a rivali, veri o presunti, che, tra l'altro, sono competitori letterari.
Notevole è, in questo senso, il giambo XIII, un vero componimento metapoetico, fondato sulla polyeideia, ossia la varietà di generi, in voluta e netta contrapposizione con la poetica di tipo aristotelico. L'autore, infatti, afferma:
"Tu componi pentametri, tu versi eroici,

e tu ottenesti dagli dei di far tragedie"?

Credo nessuno!»
((fr. 203, 30-33 Pf.))
I Giambi, dunque, come "laboratorio" letterario e poetico, in cui Callimaco sperimentò, spesso fino all'eccesso, i nuovi modi della sua poesia:
((A. W. Bulloch, La poesia ellenistica. Callimaco, in Letteratura greca Cambridge, Milano, Mondadori, 2007, vol. II, pp. 272-273).)